# Вињале (Ђенова)
Вињале (итал. Vignale) је насеље у Италији у округу Ђенова, региону Лигурија.
Према процени из 2011. у насељу је живело 37 становника. Насеље се налази на надморској висини од 237 м.